# Katia Kabanová
Káťa Kabanová (título original en checo, Káťa Kabanová) es una ópera en tres actos con música de Leoš Janáček y libreto en checo de Vincent Červinka. Se basa en La tormenta o El huracán, un drama de Aleksandr Ostrovski, y se inspiraba ampliamente en el amor de Janáček por Kamila Stösslová. Está considerada su primera ópera «de madurez», a pesar de que tenía 67 años cuando se estrenó. Káťa Kabanová es una clara respuesta a los sentimientos de Janáček hacia Kamila, y esta obra se la dedica a ella. 
Se estrenó en Brno el 23 de noviembre de 1921. Fueron intérpretes en el estreno de 1921: Marie Hladíková (Marfa), Marie Veselá (Káťa), Karel Zavřel (Borís) y Valentín Šindler (Vaňa Kudrjáš).
La ópera ha tenido una compleja historia de publicación.  František Neumann, el director de la primera representación de la ópera, hizo cambios que se incorporaron a la Edición Universal de 1922, la primera publicación de la partitura. El director Václav Talich más tarde produjo una versión «re-orquestada» de la partitura. En 1992, Sir Charles Mackerras publicó una edición crítica de la ópera. WINGFIELD, Paul: "Reviews of Music" (review of Universal Edition of Káťa Kabanová, prepared by Charles Mackerras) (May 1994). Music & Letters, 75 (2): pp. 319-321.</ref>
Esta ópera se representa poco; en las estadísticas de Operabase aparece la n.º 111 de las óperas representadas en el período 2005-2010, siendo la 5.ª en la República Checa y la tercera de Janáček, con 30 representaciones.

## Personajes
| Personaje                                                          | Tesitura     | Elenco del estreno, 23 de noviembre de 1921 (Director: František Neumann) |
| ------------------------------------------------------------------ | ------------ | ------------------------------------------------------------------------- |
| Marfa Ignátievna Kabánova (Kabanija), viuda de un rico comerciante | contralto    | Marie Hladíková                                                           |
| Tijon Iványch Kabánov, su hijo                                     | tenor        |                                                                           |
| Katerina (Káťa), esposa de Tijon                                   | soprano      | Marie Veselá                                                              |
| Savël Prokófievich Dikoj, un comerciante                           | bajo         |                                                                           |
| Borís Grigórievich, sobrino de Dikoj                               | tenor        | Karel Zavřel                                                              |
| Feklusha, una sirviente                                            | mezzosoprano |                                                                           |
| Glasha, una sirviente                                              | mezzosoprano |                                                                           |
| Vaňa Kudrjáš, un maestro de escuela                                | tenor        | Valentin Šindler                                                          |
| Kuliguin, amigo de Vaña Kudrjás                                    | barítono     |                                                                           |
| Varvara, una huérfana                                              | mezzosoprano |                                                                           |

## Argumento
La trama se desarrolla en la ciudad rusa de Kalinov, junto al río Volga, en la década de los años 1860. Gira en torno a Katia, una mujer casada que tiene una aventura durante la ausencia de su marido. Mientras otros personajes están débilmente retratados, la propia Katia recibe la música más memorable y domina la ópera. Acaba con la marcha de su amante y el consiguiente suicidio de Katia. 

### Acto I
Escena 1
En el parque a orillas del río, pasean algunas personas, entre ellas Vania y Glasha. Vania admira la vista del río Volga, lo que divierte a la más prosaica ama de llaves de la cercana finca de los Kabánov. Se acercan dos hombres, Dikoy y su sobrino, Borís, Dikoy está riñendo a Borís. Dikoy descubre que Kabanija, la matriarca de la familia Kabánov, no está en casa. Dikoy se marcha. Borís lamenta estar alejado de su amada Moscú y le explica a Vania por qué tolera los insultos de su tío Dikoy: sus padres han muerto, y para ser capaz de conseguir su herencia, tiene que respetar a su tío, no importa lo que éste le diga. Borís también le dice a Vania que él está enamorado en secreto de Katia, la joven esposa de Tijon. Mientras tanto salen de la iglesia Tijkhon, su madre, Katia y Bárbara. Kabanija reprocha a su hijo Tijon de amar más a su mujer que a ella después de la boda, pero Katia le asegura que el marido siempre la ha amado. Tijon y Katia tratan de calmarla, pero Kabanija no lo acepta, y le dice a Tijon que mima demasiado a Katia. Tijon se queja a Bárbara, la hijastra de la familia, quien lo rechaza por dedicarse más a beber que a defender a Katia.
Escena 2
Oprimida por muchos sentimientos, Katia habla a Varvara de su feliz infancia, y sueña con un hombre que de verdad la ame. Tijon entra para despedirse, pues se va de viaje de negocios a Kazán, por Kabanija. Katia le pide ir con él, o que no se vaya, pero él insiste. Katia entonces le pide que la haga jurar que no hablará a ningún extraño en su ausencia, y de pensar mientras tanto en él. Esto sorprende a Tijon. Kabanija anuncia que Tijon debe irse, pero no antes de instruir a Katia sobre cómo debe comportarse en su ausencia. Respetuosamente, Tijon dice que Katia debe tratar a Kabanija como a su propia madre y actuar siempre adecuadamente. Se inclina ante Kabánija y la besa a ella y a Katia antes de irse.

### Acto II
Escena 1
Las mujeres trabajan bordando. Kabanija critica a Katia por no aparecer más triste por la ausencia de Tijon, ella intenta en vano defenderse. Después de que Kabanija se marcha, Bárbara le muestra a Katia la llave de la parte más alejada del jardín. Bárbara pretende encontrarse con Vania, su amante, allí. Le sugiere que ella haga lo mismo, poniéndole la llave en la mano.  Katia duda, pero al final se rinde al destino y se encontrará con Borís. Sale afuera cuando llega la tarde. Kabanija reaparece con Dikoy, quien está borracho y se queja de que la gente abusa de su buen corazón. Sin embargo, Kabanija lo reprende.
Escena 2
Vania espera a Bárbara en el jardín. Borís aparece inesperadamente, después de recibir un mensaje de que vaya allí. Bárbara llega, y se va a pasear con Vania junto al río. Aparece entonces Katia y Borís le declara su amor. Al principio ella se preocupa por la ruina social, pero finalmente le confiesa sus sentimientos secretos hacia él. Se abrazan y se marchan a dar un paseo. Vania y Bárbara regresan, mientras ella le explica sus precauciones en el caso de que Kabanija aparezca de repente. Se oye un dúo sin palabras de Katia y Borís, y Vania y Bárbara dicen que es el momento de volver a casa. Pasada la noche, Bárbara y Katia regresan, esta última agitada por el remordimiento.

### Acto III
Escena 1
Vania y Kuliguin están paseando cerca del río cuando una tormenta les obliga a refugiarse en unas ruinas. Se les unen otras personas, entre ellas Dikoy. Vania intenta calmar a Dikoy con explicaciones científicas sobre un nuevo invento, el pararrayos. Sin embargo, esto solo parece enfadar a Dikoy, quien insiste en que los rayos no los causa la electricidad, sino que son un castigo de Dios. Amaina la lluvia, y la gente empieza a marcharse del refugio. Vania se encuentra con Borís y Bárbara. Bárbara dice que Tijon ha vuelto, y Katia está muy angustiada. Kabanija llega con Tijon y Katia. Vuelve la tormenta, y la gente asume al principio que es esto lo que perturba a Katia. Sin embargo, ella confiesa a Tijon en frente de todo el mundo su relación con Borís durante la ausencia de su marido, y escapa bajo la lluvia.
Escena 2
Se acerca la tarde después de que la tormenta haya acabado. Tijon y una partida de búsqueda miran a ver dónde está Katia. Al principio están en la partida Bárbara y Vania, pero luego deciden dejar el pueblo e irse a Moscú, en busca de una nueva vida. Se marchan, y los buscadores siguen, aparece Katia. Sabe ahora que su confesión la ha deshonrado a ella y humillado a Borís. Se siente atormentada y quiere encontrarse con Borís una vez más. Borís aparece y la ve, los dos se abrazan. Borís dice que su tío le ordena ir a otra ciudad en Siberia, pero la pregunta qué será de ella. Mientras su sensatez se debilita, ella al principio le pide que le permita acompañarlo, luego insiste en que ella no puede y le dice adiós; él se marcha triste. Después de pensar cómo la naturaleza continuará floreciendo sobre su tumba, Katia oye el rumor del río y se arroja a él. Kuliguin ve esto desde la orilla lejana y pide ayuda. Tijon aparece, seguido por Kabanija. Tijon intenta ayudar a Katia, pero su madre Kabanija lo sujeta; él la culpa del suicidio de Katia. Dikoy aparece con el cuerpo de Katia y la deja en el suelo. Tijon grita sobre el cuerpo y, sin emoción ninguna, Kabanija agradece a los viandantes o, como a menudo se hace, a la audiencia, por su ayuda.

## Grabaciones
| Elenco                                                                                   | Director, Teatro y orquesta                                                             | Sello discográfico                            |
| ---------------------------------------------------------------------------------------- | --------------------------------------------------------------------------------------- | --------------------------------------------- |
| Drahomíra Tikalová, Ludmila Komancová, Beno Blachut, Viktor Kočí, Zdeněk Kroupa          | Jaroslav Krombholc, Coro y Orquesta del Teatro Nacional de Praga                        | Supraphon 10 8016-2 612                       |
| Elisabeth Söderström, Petr Dvorský, Dalibor Jedlička, Naděžda Kniplová, Vladimír Krejčík | Sir Charles Mackerras, Orquesta Filarmónica de Viena; Coro de la Ópera Estatal de Viena | Decca Classics 421 85-2 (relanzamiento en CD) |
| Gabriela Beňačková, Dagmar Pecková, Erika Bauerová, Dana Burešová, Eva Randová           | Charles Mackerras, Filarmónica Checa; Coro del Teatro Nacional de Praga                 | Supraphon SU 3291-2 632                       |